# Dromococcyx
Dromococcyx es un género de aves cuculiformes de la familia Cuculidae propias del Centro y Sudamérica hasta el norte de Argentina.

## Especies
El género Dromococcyx incluye las siguientes especies:
- Dromococcyx phasianellus
- Dromococcyx pavoninus